# Scabiosa mollissima
Scabiosa mollissima är en tvåhjärtbladig växtart som beskrevs av Domenico Viviani. Scabiosa mollissima ingår i släktet fältväddar, och familjen Dipsacaceae. Inga underarter finns listade i Catalogue of Life.